# Thelypteris paucipinnata
Thelypteris paucipinnata là một loài thực vật có mạch trong họ Thelypteridaceae. Loài này được (Donn. Sm.) C.F. Reed miêu tả khoa học đầu tiên năm 1968.